# Pjotr Mašerov
Pjotr Mironovič Mašerov (bělorusky Пётр Міро́навіч Машэ́раў, rusky Пётр Миро́нович Маше́ров, původním příjmením Mašero, bělorusky Машэра; 26. února 1918, Širki – 4. října 1980, Minsk při autonehodě) byl sovětský běloruský politik, velice populární v tehdejším i současném Bělorusku. Od roku 1965 do své smrti byl prvním tajemníkem Ústředního výboru Komunistické strany Běloruska, a tak prakticky hlavou Běloruska v rámci Sovětského svazu.

## Kariéra
Dětství strávil ve vesnici Širki v Sennském okrese. Jeho otec byl rolník a řemeslník, byl zatčen v roce 1937 kvůli protestům proti kolektivizaci zemědělství (podle některých zdrojů na základě lživého obvinění) a v březnu následujícího roku zahynul v gulagu, což mimo jiné způsobilo značnou finanční tíseň rodiny v dalším období. Mašerov vystudoval ve Vitebsku učitelství matematiky a fyziky a začal vyučovat v obci Rasony.
Za Velké vlastenecké války nejprve krátce bojoval v řadách Rudé armády, a když fronta postoupila dále na východ, stal se jedním z prvních vůdců partyzánského hnutí v okolí Vitebska a v celém Bělorusku, v akci byl dvakrát raněn. Za své hrdinství byl 15. srpna 1944 vyznamenán zlatou hvězdou Hrdiny Sovětského svazu, ztratil ale svou matku, kterou gestapo v září 1942 při pátrání po něm umučilo. Zachování památky válečných hrdinů a obětí se věnoval později i on sám, významně se zasadil o vybudování památníku vyhlazení vesnice Chatyň, památníku Brestské pevnosti nebo monumentálního Kurganu slavy (Mohyly slávy) na severovýchod od Minsku. Přispěl tím k přerodu historie partyzánského hnutí v Bělorusku v mýtus partyzánského hrdinství jako konkrétního symbolu identity běloruského národa.
Do komunistické strany vstoupil v březnu 1943. Ještě před koncem války se stal také předsedou oblastního výboru Komsomolu (v řadách komsomolu stoupal již od studií na pedagogickém institutu, kde se stal členem tamního výboru a vedl sekci pro kulturně-masové záležitosti), pokračoval dále aparátem komunistické strany přes oblastní výbory v Minsku a Brestu až do ústředního výboru. V roce 1965 se stal po Kirillu Mazurovovi, který byl jen o čtyři roky starší, prvním tajemníkem Ústředního výboru Komunistické strany Běloruska. V následujícím roce se stal kandidátem politbyra ÚV KSSS a poslancem Nejvyššího sovětu SSSR. Byl vyznamenán hvězdou Hrdiny socialistické práce (1978) a sedmkrát Leninovým řádem.
Na přelomu července a srpna 1968 se účastnil jednání československé a sovětské delegace v Čierné nad Tisou, které bylo součástí událostí spojených s hnutím tzv. pražského jara.
Jako politik se v tehdejší době odlišoval charizmatem a větší otevřeností. V čele běloruské politiky za jeho předchůdce Mazurova a za jeho éry byli partyzánští spolubojovníci, což brežněvovské vedení Sovětského svazu změnilo po Mašerovově smrti, když po něm nastoupil sice Bělorus, ale dříve moskevský funkcionář a místopředseda svazové vlády Tichon Kiseljov.

## Osobní život
Byl ženatý se stomatoložkou Polinou Galanovovou, seznámili se krátce před druhou světovou válkou a byli spolu aktivní též v jednom partyzánském oddílu. Měli dvě dcery, Nataliji a Jelenu.

## Úmrtí
Mašerov zahynul 4. října 1980 při autonehodě na dálnici mezi Minskem a Moskvou, když do cesty jeho automobilu nečekaně vjel nákladní vůz.
V Bělorusku se traduje, že smrt byla připravena Brežněvovým státním a komunistickým vedením v Moskvě, aby tak byl odstraněn populární kandidát na místo tajemníka politbyra Ústředního výboru Komunistické strany SSSR a možná (kupř. podle slov jeho dcery Natalije Petrovny Mašerovové) i na místo předsedy Rady ministrů Sovětského svazu. Žádné důkazy o tom ale nebyly nalezeny ani po rozpadu Sovětského svazu a částečném zpřístupnění archivů KGB.

## Mašerovův ohlas

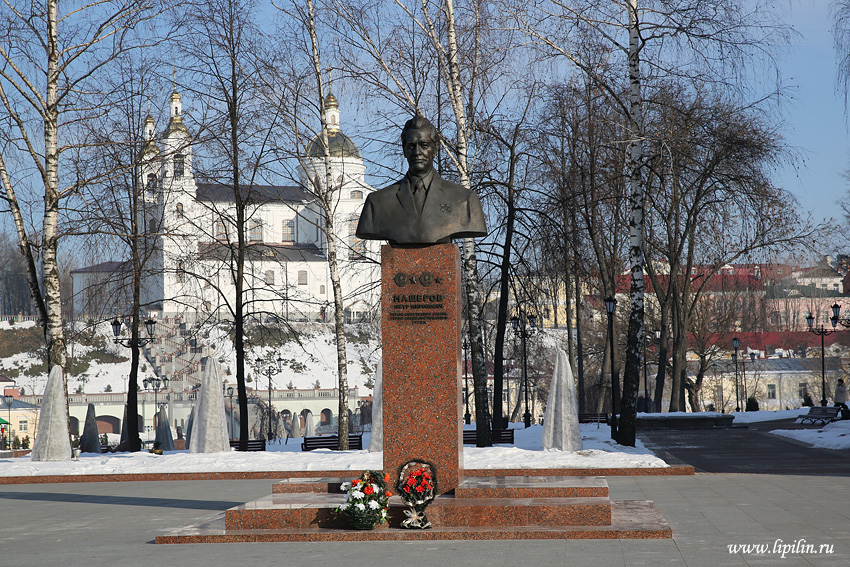
Mašerovova busta na náměstí ve Vitebsku

Hodnocení jeho působení je rozporné. Zatímco některé prameny vyzdvihují údajný růst hospodářství Běloruska až o trojnásobek, jiné tvrdí, že větší vliv měla ekonomická reforma, kterou zhruba ve stejné době spustil nový předseda Rady ministrů Sovětského svazu Alexej Kosygin. Zejména zemědělství za vlády Mašerova spíš stagnovalo a mnoho podniků se propadlo do ztráty. Rovněž jeho význam pro kulturu je nejasný a spektrum jeho hodnocení sahá od kladného vlivu na rozvoj národní kultury (kupř. podpora výstavby Domu spisovatelů, Domu učitelů, Minské filharmonie, podpora hudební skupiny Pesňary atd.) až po její podřizování celosvazovému vzoru.
Mnoho míst v Bělorusku neslo Mašerovovo jméno, na centrálním náměstí ve Vitebsku je jeho busta a je tam po něm pojmenována i univerzita.
Minský Mašerovův prospekt byl v roce 2005 přejmenován na Prospekt vítězů, proti protestu několika desítek lidí na opětovné navrácení Mašerovova jména do názvu ulice zasáhly speciální jednotky OMON. Po Mašerovovi byla pojmenována jiná ulice vzniklá spojením tří menších ulic ve starém Minsku. Podle Vitalije Silického může tento krok souviset s faktem, že jedna z Mašerovových dcer vystupuje jako ostrý kritik politiky prezidenta Lukašenka.